# Неллеке Пеннінкс
Неллеке Пеннінкс (нід. Nelleke Penninx, 14 вересня 1971) — нідерландська академічна веслувальниця.
Срібна призерка Олімпійських Ігор 2000 року в складі вісімки, учасниця 1996 року.